# Cryptonanus guahybae
Cryptonanus guahybae är en art i familjen pungråttor. Den räknades tidigare som underart till Gracilinanus microtarsus men godkändes 2005 av Voss et al. som självständig art. Samtidig flyttades arten till det nybildade släktet Cryptonanus.
Arten är bara känd från tre öar som tillhör den brasilianska delstaten Rio Grande do Sul. Habitatet utgörs av subtropiska skogar. Djuret hotas troligen av skogsavverkningar. IUCN listar arten med kunskapsbrist (DD).